# Wilhelm Emmerich
 (février 2023).
Si vous disposez d'ouvrages ou d'articles de référence ou si vous connaissez des sites web de qualité traitant du thème abordé ici, merci de compléter l'article en donnant les références utiles à sa vérifiabilité et en les liant à la section « Notes et références ».
Pour les articles homonymes, voir Emmerich.
Wilhelm Emmerich, né le 7 février 1916 et mort le 22 mai 1945, est un membre de la SS allemand.

## Biographie
Wilhelm Emmerich fait un apprentissage de boulanger et devient membre du parti nazi (NSDAP). En 1938, il travaille au camp de Sachsenhausen. En 1940, il est transféré au camp d'Auschwitz. De juin 1942 à mai 1943, il devient chef de service du bloc 10. Il est impliqué dans les exécutions de prisonniers au "mur noir". En 1943, il devient Rapportführer.
Le 23 octobre 1943, il est grièvement blessé par une jeune déportée, Franciszka Mann, danseuse professionnelle à Varsovie, dans la salle de déshabillage du crématorium d'Auschwitz. Franciszka Mann a pris l'arme du SS Josef Schillinger, qu'elle a tué, puis a tiré sur Emmerich qu'elle a blessé à la jambe.
Après l'évacuation d'Auschwitz en janvier 1945, il est envoyé à Bergen-Belsen où il est employé comme Rapportführer. Quelques semaines plus tard, le 22 mai 1945, il meurt du typhus à l'hôpital militaire Schwarmstedt .